# Progreso (Uruguay)

Locatie van de gemeente Progeso in het departement Canelones

Progreso is een stad in Uruguay. Ze ligt 29 kilometer ten noorden van het centrum van Montevideo. Progeso is tevens de naam van de gemeente waartoe de stad behoort.

## Inwoners
| Jaar | Populatie |
| ---- | --------- |
| 1963 | 7,010     |
| 1975 | 9,612     |
| 1985 | 11,244    |
| 1996 | 14,471    |
| 2004 | 15,775    |
| 2011 | 16,244    |